# Quercus ocoteifolia
Quercus ocoteifolia är en bokväxtart som beskrevs av Frederik Michael Liebmann. Quercus ocoteifolia ingår i släktet ekar, och familjen bokväxter. IUCN kategoriserar arten globalt som otillräckligt studerad. Inga underarter finns listade.